# 영화학

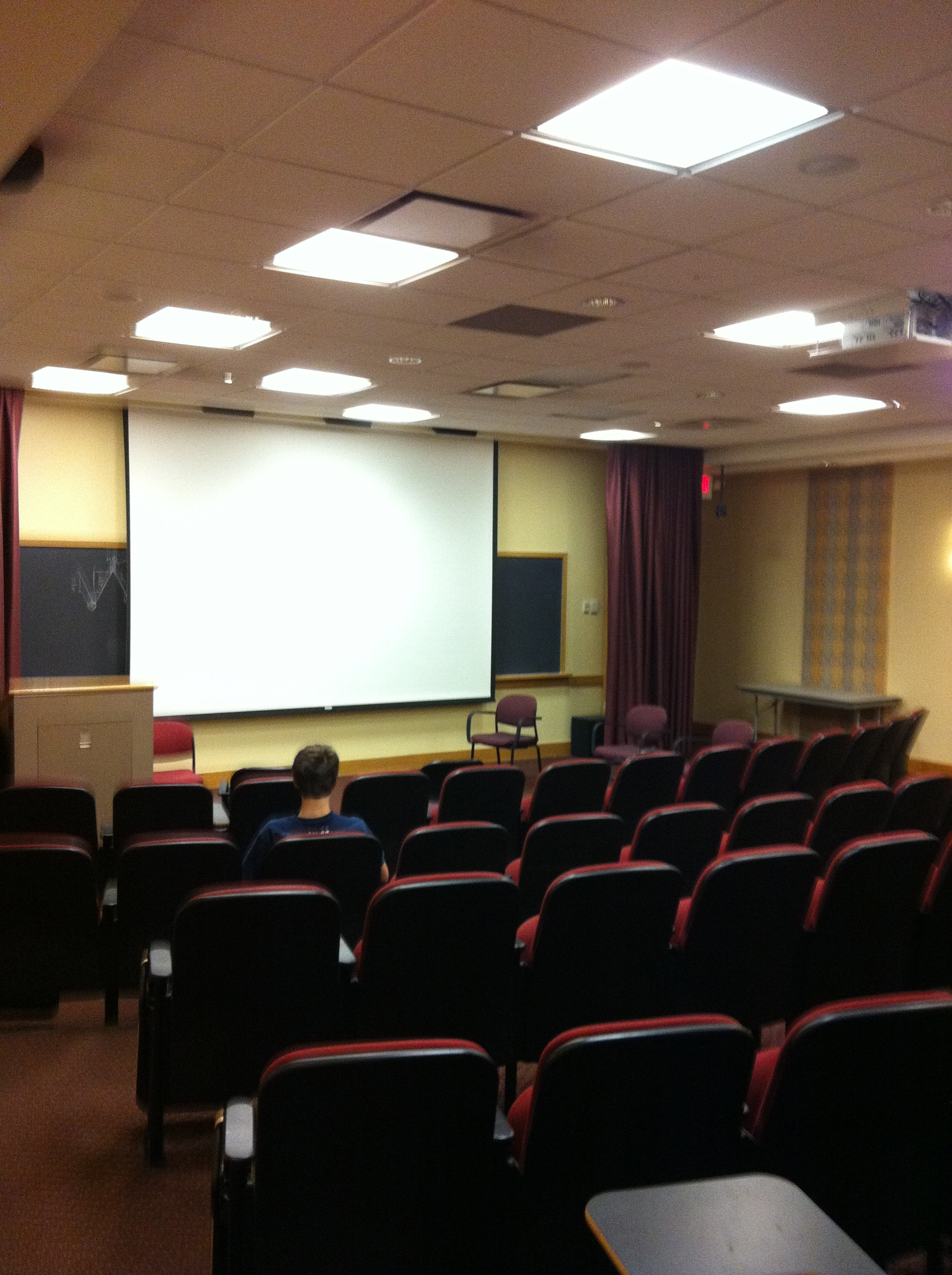
미국 워싱턴 DC의 조지타운 대학교의 영화 상영실

영화학(映畫學, film studies)은 영화에 관한 제현상(諸現象)을 구명하고 그 이론체계를 지향하는 학문이다. 처음에는 기성(旣成) 또는 유사(類似) 연극이나 문학에서 독립된, 영화의 예술적 가능성을 추구하는 입장에서 출발하였다. 다음에는 영화 기술의 발달·완성에 따라 표현기법에 관한 이론이 주류를 차지하고 영화사의 연구가 여기에 덧붙여졌다.영화학에는 미학·예술학·예술 심리학과의 관련 외에도 사회학·사회심리학·경제학과의 관련에서 영화의 본질을 이해하려는 입장이 있으며, 최근에는 특히 매스 미디어의 한 가지 수단으로서 영화를 파악하여 정보이론(information theory)에 입각한 해명이 활발해졌다. 영화가 탄생한 지 미처 20년도 안 된 1911년에 리치오토 카뉘도는 '제7예술선언'이라는 연제(演題)로 파리에서 강연하였고, 13년에는 허만헤프카의 『영화의 예술』이 베를린에서 간행되었으며, 15년에는 버질 린제이의 『영화의 예술』이 뉴욕에서 출판되었다. 이것은 모두 영화의 예술적 가능성을 제시한 기념비적인 업적들이었다. 프랑스를 중심으로하는 포토제니 이론과 소련의 몽타주 이론은 주목할 만한 것이었다. 루이 데뤼크의 '포토제니'를 비롯, 장 엡스탱, 레옹 무시나크 등에 의해 제시된 포토제니 이론은 화면 내의 풍부한 영상 표현력을 체계화한 것이며, 영화예술만이 지니는 독자적인 자질(資質)로서 그 이후에도 프랑스영화의 큰 특질이 되었다.몽타주 이론을 미학적으로 뒷받침한 저술로서는 독일의 루돌프 아른하임이 쓴 『예술로서의 영화』, 헝가리의 벨라 발라지가 지은 『영화의 문화』 등이 있다. 그러나 토키영화시대의 도래(到來)는 기술·산업·예술의 측면에서 영화의 존재양식을 크게 변화시키는 한편, 이론적인 연구는 정체를 면하지 못하게 하였다. 그리고 제2차 세계대전 이후의 미학적인 영화 연구는 모두가 다른 장르의 과학을 원용(援用)함으로써 영화를 논의하려는 입장을 취하였다. 즉 과학적인 방법에 의한 분석과 통합으로 영화미학을 논한 질베르 코앙세아, 사회학적 고찰을 주창하여 영화의 기능을 '사이런트 몽타주론(論)'에서 분리시킨 앙드레 바쟁, 영화예술의 기본적 법칙을 사회심라학에 의한 새로운 해석으로 파악하고자 한 지크프리트 크라카우에르 등의 경우가 모두 그와 같다. 영화사학(映▩史學)은 제2차 세계대전 전까지만 하더라도 부분적 서술이 나타난 데 불과했으나, 종전 이후에는 전면적이고도 과학적인 추구가 시작되었다.영화산업의 연구, 매스 미디어로서의 영화, 관객의 반응 등에 관한 연구는 영국과 미국 등지에서 활발하지만 아직 체계화된 단계에는 이르지 못하였다. 영화학은 대학의 교과로도 채택되어 다른 제과학(諸科學)과의 관련을 유지하면서 그 존재가 명확하게 인식되어가고 있다.

## 같이 보기
- 시네필
- 영화 장르
- 영화 제작
- 실험 영화
- 영화의 역사